# Desa Kambingan (administrativ by i Indonesien, lat -8,01, long 112,70)
Desa Kambingan är en administrativ by i Indonesien.   Den ligger i provinsen Jawa Timur, i den västra delen av landet, 700 km öster om huvudstaden Jakarta.